# Сичола (Терамо)
Сичола (итал. Sicciola) је насеље у Италији у округу Терамо, региону Абруцо.
Према процени из 2011. у насељу је живело 21 становника. Насеље се налази на надморској висини од 491 м.